# 金萊克 (內布拉斯加州)
金萊克（英語：King Lake）是位於美國內布拉斯加州道格拉斯縣的普查規定居民點。

## 人口
根據2020年美國人口普查的數據，金萊克的面積為2.62平方千米，當中陸地面積為2.54平方千米，而水域面積為0.08平方千米。當地共有人口114人，而人口密度為每平方千米43.51人。